# MA-21
La MA-21 es una autovía que une los municipios de Málaga y Torremolinos. Es gestionada por el Ayuntamiento de Málaga, ya que fue cedida por el Ministerio de Fomento en 2013. Cuenta con una longitud total de seis kilómetros y es la vía que absorbe el tráfico estival entre las ciudades de Málaga y Torremolinos, sirviendo además, como la vía de entrada y salida al Aeropuerto de Málaga-Costa del Sol (AGP). La autovía tiene tres carriles por sentido. 
La MA-21 nace en el entrenudo formado por la autovía MA-20 (Ronda Oeste de Málaga) y la Avenida Manuel Fraga Iribarne en Torremolinos, continua hacia el nordeste enlazando con la carretera A-404 (Carretera de Coín) en Churriana, prosigue dando acceso hacia el norte al Aeropuerto de Málaga-Costa del Sol (AGP) y a la barriada de San Julián. Termina en la ciudad de Málaga en el entrenudo formado en el enlace situado en las inmediaciones del Centro Comerciales Los Patios de la MA-20 con la Avda. de Velázquez.

## Recorrido y salidas
La MA-21 comienza en el entrenudo formado por el enlace de la autovía MA-20 con la Avenida Manuel Fraga Iribarne (N-340 o N-340a) de la población de Torremolinos. 
Desde ahí se dirige hacia el nordeste, enlazando con la carretera A-404, a continuación dando acceso hacia el norte al Aeropuerto de Málaga-Costa del Sol (AGP), el núcleo de San Julián y la Ciudad del Motor después dando acceso al polígono industrial Villa Rosa, y por último atravesando el río Guadalhorce.
La MA-21 termina en el entrenudo formado en el enlace Centro Comercial Los Patios (Carrefour) de la MA-20 con la Avda. de Velázquez (de la ciudad de Málaga, antigua N-340).
| Itinerario                                             | Itinerario           | Itinerario           | Itinerario           | Itinerario                                                     | Itinerario | Itinerario     | Itinerario        | Itinerario     | Itinerario |
| Esquema                                                | Sentido Torremolinos | Sentido Torremolinos | Sentido Torremolinos | Sentido Torremolinos                                           | Sentido Málaga | Sentido Málaga | Sentido Málaga    | Sentido Málaga | Notas      |
| Esquema                                                | Velocidad            | Elemento Carriles    | Salida               | Salida                                                         | Salida | Salida         | Elemento Carriles | Velocidad      | Notas      |
| Esquema                                                | Velocidad            | Elemento Carriles    | N.º                  | Direcciones                                                    | Direcciones | N.º            | Elemento Carriles | Velocidad      | Notas      |
| ------------------------------------------------------ | -------------------- | -------------------- | -------------------- | -------------------------------------------------------------- | --- | -------------- | ----------------- | -------------- | ---------- |
|                                                        |                      |                      |                      | MA-21 Avenida de Velázquez Centro urbano Palacio de Deportes   | |                |                   |                |            |
|                                                        |                      |                      |                      | Incorporación desde MA-20                                      | MA-20 Málaga A-357 Cártama E-15 A-7 Almería - Algeciras MA-23 Aeropuerto de Málaga A-45 Córdoba - Granada - Sevilla |                |                   |                |            |
|                                                        |                      |                      |                      | Área de servicio Vía de servicio Zona comercial Málaga Nostrum | Polígono Azucarera                                                                                                  |                |                   |                |            |
|                                                        |                      |                      |                      | MA-22 Puerto de Málaga                                         | |                |                   |                |            |
| Zona comercial Málaga Nostrum Polígono Guadalhorce     |                      |                      |                      |                                                                | |                |                   |                |            |
|                                                        |                      |                      |                      | Río Guadalhorce                                                | |                |                   |                |            |
|                                                        |                      |                      |                      | Vía de servicio                                                | Polígono Villa Rosa Vía de servicio                                                                                 |                |                   |                |            |
|                                                        |                      |                      |                      | N-348 Aeropuerto de Málaga                                     | |                |                   |                |            |
| San Julián                                             |                      |                      |                      |                                                                | |                |                   |                |            |
|                                                        |                      |                      |                      | A-404 Churriana Alhaurín de la Torre-Coín                      | |                |                   |                |            |
| Centro comercial Plaza Mayor Zona comercial Bahía azul |                      |                      |                      |                                                                | |                |                   |                |            |
|                                                        |                      |                      |                      | Vía de servicio                                                | |                |                   |                |            |
|                                                        |                      |                      |                      | AP-7 E-15 A-7 Algeciras                                        | Incorporación desde MA-20                                                                                           |                |                   |                |            |
|                                                        |                      |                      |                      | N-340 Avenida de Manuel Fraga Iribarne                         | |                |                   |                |            |

## Importancia
La MA-21 era la principal vía de acceso a Málaga desde el oeste, siendo parte de la original N-340. Tras la construcción de la  MA-20 , perdió gran parte de su tráfico, sobre todo tras la conexión con esta vía, dentro de la zona urbana. Permaneció con bastante tráfico a pesar de ello, al ser la vía de entrada y salida original al Aeropuerto de Málaga-Costa del Sol (AGP), aunque tras la construcción de la  MA-23  y la hiperronda perdió casi todo su tráfico. También está prevista la creación de un tercer acceso al Aeropuerto desde la actual  A-7  al norte del recinto.
En la actualidad únicamente se emplea como vía de acceso a los polígonos adyacentes, a la barriada de Churriana y a la población de Torremolinos, así como acceso secundario al Aeropuerto o para conectar con la  MA-20  a la altura de Torremolinos.
La carretera, por su antigüedad y decadencia, se encuentra con un asfalto en bastante mal estado y limitada a un máximo de 80 km/h.
Se ha proyectado la ampliación de esta vía incluyéndosele un carril para bus y para vehículos de alta ocupación a lo largo de dos kilómetros entre los puntos kilométricos 227 (Aeropuerto de Málaga) y 236 (río Guadalhorce).